# Ernest Schelling
Ernest Schelling (Belvidere, Nueva Jersey; 26 de julio de 1876-Nueva York, Nueva York; 8 de diciembre de 1939) fue un pianista, compositor y director de orquesta estadounidense, especialmente recordado por haber sido el director de la Orquesta Sinfónica de Baltimore entre 1935 y 1937.

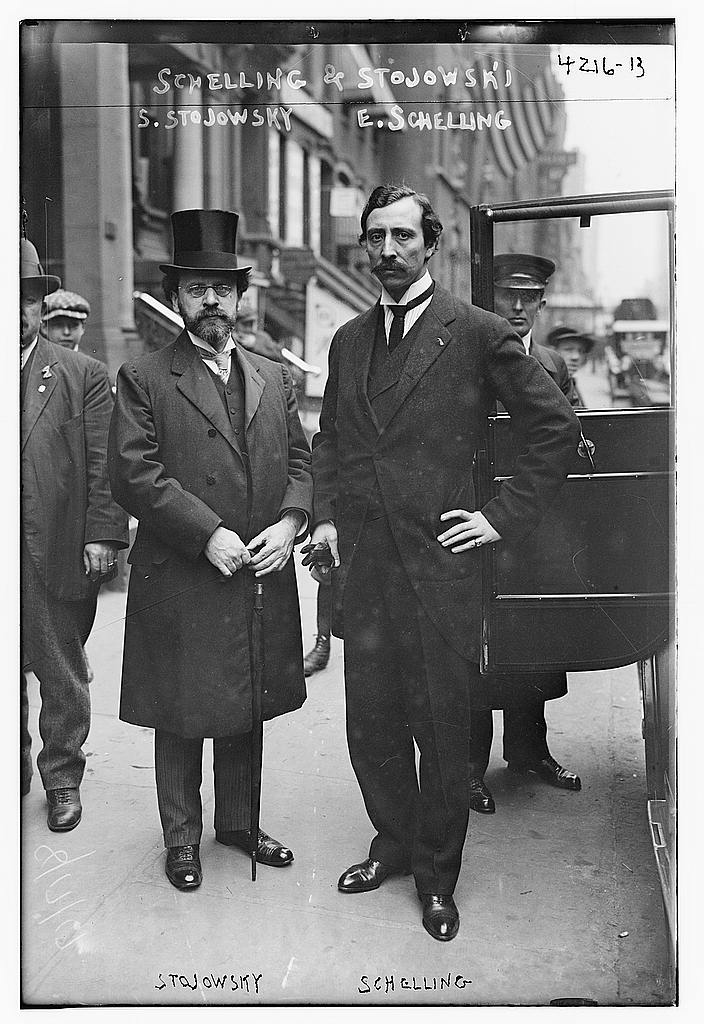
Zygmunt Stojowski y Ernest Schelling el 18 de mayo de 1917, en el funeral de Guillaume Stengel

Como compositor destaca su poema sinfónico A Victory Ball para orquesta, basado en un poema antibélico de Alfred Noyes.